# Josefskapelle (Gosbach)

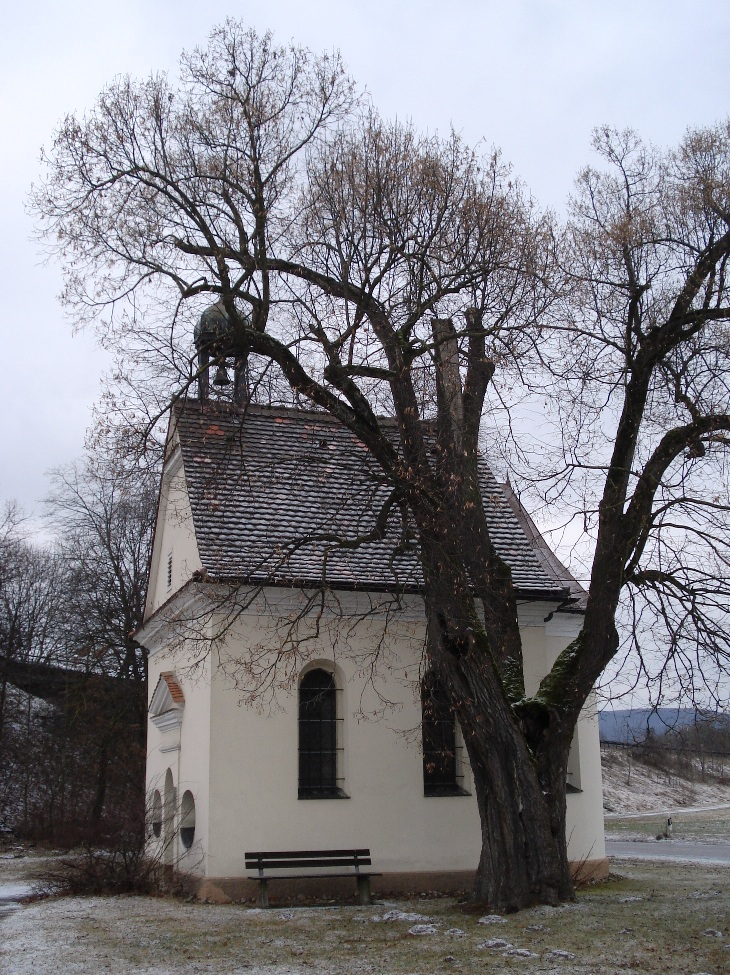
Die Josefskapelle in Gosbach (aus Osten) – daneben die alte Linde

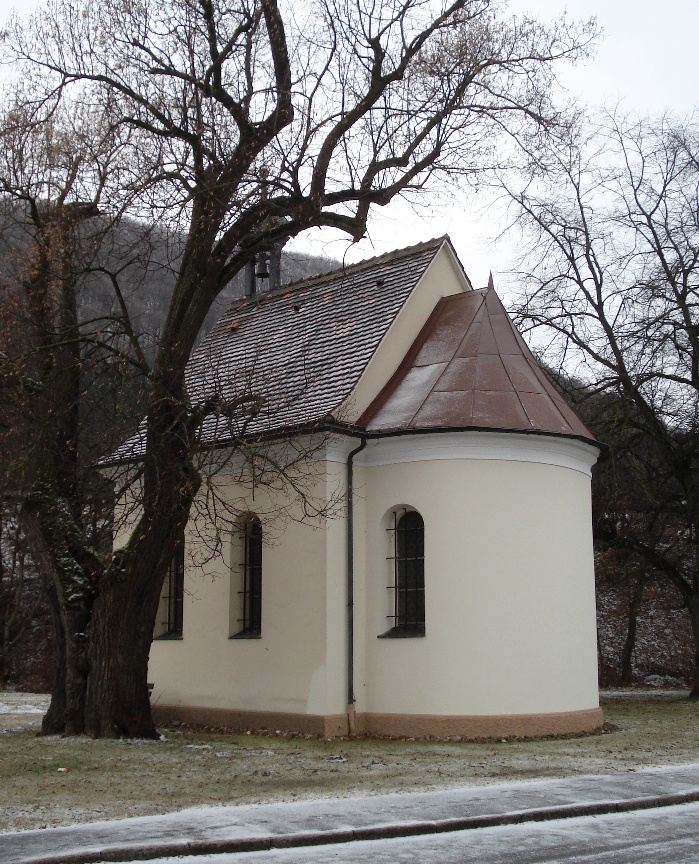
Die Josefskapelle in Gosbach (aus Nordosten)

Die Josefskapelle ist eine Kapelle im Ortsteil Gosbach in Bad Ditzenbach im Landkreis Göppingen in Baden-Württemberg. Sie steht knapp südlich der Bundesstraße 466 und knapp östlich des Dammes der Bundesautobahn 8. Neben der Josefskapelle steht eine alte Linde, die unter Naturschutz steht.

## Bau
Die Kapelle wurde im barocken Stil errichtet. Sie ist rund 15 m lang und 10 m breit mit je zwei Fenstern an den Seiten im Osten und Westen. Im Süden befindet sich – zwischen zwei ovalen Fenstern – der von einem dreieckigen Kapitell bekrönte Eingang. Das Gebäude hat ein mit dunklen Dachziegeln gedecktes Satteldach, dass von einem kleinen Zwiebelturm mit einer Glocke bekrönt wird. Die im Norden befindliche Apsis ist mit Metall gedeckt und hat an den Seiten jeweils ein Fenster.
Die Kapelle wurde an der Stelle eines Vorgängerbaues errichtet, 1733 mit dem Patrozinium des Heiligen Josef geweiht und 1969/1970 renoviert. Sie steht unter Denkmalschutz, gilt als Sehenswürdigkeit und wird für katholische Gottesdienste genutzt.
Nach lokaler Überlieferung wurde der Verlauf der A 8 so angepasst, dass die Kapelle bestehen bleiben konnte.